# Ibn Abi-Hassina
Abu-l-Fat·h al-Hàssan ibn Abd-Al·lah ibn Àhmad ibn Abd-al-Jabbar ibn al-Hassina as-Sulamí (àrab: أبو الفتح الحسن بن عبدالله بن أحمد بن عبدالجبار بن حسينة السلمي, Abū l-Fatḥ al-Ḥasan b. ʿAbd Allāh b. Aḥmad b. ʿAbd al-Jabbār b. Ḥasīna as-Sulamī), més conegut simplement com a Ibn Abi-Hassina, fou un poeta i emir àrab de la tribu dels Banu Sulaym, nascut a Maarrat a Síria el 998. Fou nomenat governador d'Alep i dependències (del 1023 al 1065) i els mirdàsides el van tenir com el seu poeta preferit. L'emir mirdàsida Thimal ibn Mirdàs el va enviar en missió diplomàtica al califa al-Mustànsir que vers el 1058 li va concedir el títol d'emir o príncep d'Alep. Fou sempre fidel als mirdàsides i va morir el 22 de juliol de 1065. Va escriure panegírics, poesia amorosa, poesia elegíaca i descripció, però els elogis eren la seva especialitat.